# Arctia anamari
Arctia anamari là một loài bướm đêm thuộc phân họ Arctiinae, họ Erebidae.